# Dubljevići (Czarnogóra)
Dubljevići (cyr. Дубљевићи) – wieś w Czarnogórze, w gminie Plužine. W 2011 roku liczyła 34 mieszkańców.